# کینگتون سنت مایکل
کینگتون سنت مایکل (به انگلیسی: Kington St Michael) یک روستا و محله مدنی در بریتانیا است که در ویلتشر واقع شده‌است. کینگتون سنت مایکل ۷۰۴ نفر جمعیت دارد.